# Aldieres Joaquim dos Santos Neto
Aldieres Joaquim dos Santos Neto (* 5. Mai 1980 in Monte Aprazível, São Paulo), auch bekannt als Buiú, ist ein ehemaliger brasilianischer Fußballspieler.

## Karriere
Buiú spielte in der Jugendmannschaft des Mirassol FC. Buiú begann seine Karriere 1998 beim japanischen Erstligisten Kashiwa Reysol. Für den Verein bestritt er drei Erstligaspiele. 1999 kehrte er nach Mirassol FC zurück. Danach spielte er beim Erstligisten Coritiba FC und Olímpia FC.